# Campeonato Mundial de Atletismo de 2023 - 10 000 m masculino
A disputa na modalidade 10 000 metros masculino no Campeonato Mundial de Atletismo de 2023 fora realizada no dia 20 de agosto no Centro Atlético Nacional em Budapeste, na Hungria. Ao todo, 25 corredores de 18 Comitês Olímpicos Nacionais estavam previstos para participarem do evento. Joshua Cheptegei, atleta ugandês, tornou-se tricampeão mundial neste evento.

## Recordes
Antes da competição os recordes eram os seguintes:
| Recorde                                       | Atleta & CON                    | Marca    | Localidade                          | Data                  |
| --------------------------------------------- | ------------------------------- | -------- | ----------------------------------- | --------------------- |
| Recorde mundial                               | Joshua Cheptegei (UGA)          | 26:11.00 | Valência, Espanha                   | 7 de outubro de 2020  |
| Recorde do campeonato                         | Kenenisa Bekele (ETH)           | 26:46.31 | Berlim, Alemanha                    | 17 de agosto de 2009  |
| Recorde do ano                                | Berihu Aregawi (ETH)            | 26:50.66 | Nerja, Espanha                      | 23 de junho de 2023   |
| Recorde da África                             | Joshua Cheptegei (UGA)          | 26:11.00 | Valência, Espanha                   | 7 de outubro de 2020  |
| Recorde da Ásia                               | Ahmad Hassan Abdullah (QAT)     | 26:38.76 | Bruxelas, Bélgica                   | 5 de setembro de 2003 |
| Recorde da América do Norte, Central e Caribe | Grant Fisher (USA)              | 26:33.84 | San Juan Capistrano, Estados Unidos | 6 de março de 2022    |
| Recorde da América do Sul                     | Marilson Gomes dos Santos (BRA) | 27:28.12 | Neerpelt, Bélgica                   | 2 de junho de 2007    |
| Recorde da Europa                             | Mo Farah (GBR)                  | 26:46.57 | Eugene, Estados Unidos              | 3 de junho de 2011    |
| Recorde da Oceania                            | Jack Rayner (AUS)               | 27:15.35 | San Juan Capistrano, Estados Unidos | 6 de março de 2022    |

## Medalhistas
| Ouro                      | Prata                  | Bronze                   |
| Joshua Cheptegei · Uganda | Daniel Ebenyo · Uganda | Selemon Barega · Etiópia |

## Tempo de qualificação
O tempo de qualificação para qualificar-se automaticamente a prova foi de 27:10.00.

## Calendário
A programação do evento, no horário local (UTC+2), era a seguinte:
| Data         | Horário | Rodada |
| ------------ | ------- | ------ |
| 20 de agosto | 18:25   | Final  |

## Resultados

### Final
A disputa da final iniciou às 18:26.
| Pos.              | Corredor            | CON            | Tempo    | Notas                |
| ----------------- | ------------------- | -------------- | -------- | -------------------- |
| Medalha de ouro   | Joshua Cheptegei    | Uganda         | 27:51.42 | Recorde da temporada |
| Medalha de prata  | Daniel Ebenyo       | Quênia         | 27:52.60 |                      |
| Medalha de bronze | Selemon Barega      | Etiópia        | 27:52.72 |                      |
| 4                 | Berihu Aregawi      | Etiópia        | 27:55.71 |                      |
| 5                 | Benard Kibet        | Quênia         | 27:56.27 |                      |
| 6                 | Mohammed Ahmed      | Canadá         | 27:56.43 | Recorde da temporada |
| 7                 | Rodrigue Kwizera    | Burundi        | 28:00.29 | Recorde da temporada |
| 8                 | Nicholas Kimeli     | Quênia         | 28:03.38 |                      |
| 9                 | Yann Schrub         | França         | 28:07.42 | Recorde da temporada |
| 10                | Birhanu Balew       | Bahrein        | 28:08.03 | Recorde da temporada |
| 11                | Woody Kincaid       | Estados Unidos | 28:08.71 |                      |
| 12                | Yemaneberhan Crippa | Itália         | 28:16.40 |                      |
| 13                | Isaac Kimeli        | Bélgica        | 28:20.77 | Recorde da temporada |
| 14                | Adriaan Wildschutt  | África do Sul  | 28:21.40 |                      |
| 15                | Ren Tazawa          | Japão          | 28:25.85 |                      |
| 16                | Sean McGorty        | Estados Unidos | 28:27.54 |                      |
| 17                | Santiago Catrofe    | Uruguai        | 28:28.49 | Recorde nacional     |
| 18                | Zerei Kbrom Mezngi  | Noruega        | 28:30.76 |                      |
| 19                | Merhawi Mebrahtu    | Eritreia       | 28:50.62 |                      |
| 20                | Joe Klecker         | Estados Unidos | 29:03.41 |                      |
| 21                | Nils Voigt          | Alemanha       | 29:06.79 |                      |
| 22                | Rogers Kibet        | Uganda         | 29:10.07 |                      |
| 23                | Joel Ayeko          | Uganda         | DNF      | DNF                  |
| 23                | Carlos Díaz         | Chile          | DNF      | DNF                  |
| 23                | Yismaw Dillu        | Etiópia        | DNF      | DNF                  |

Legenda
| Recorde mundial       | Recorde mundial (World record)               |                       | Recorde africano                      | Recorde africano (African) |                                           | Q | Classificado por posição (Qualified) |
| Recorde do campeonato | Recorde do campeonato (Championship record)  | Recorde da América    | Recorde da América (Americas)         | q                          | Classificado por melhor tempo (Qualified) |   |                                      |
| Melhor marca do ano   | Melhor marca do ano (World leading)          | Recorde asiático      | Recorde asiático (Asian)              | DNS                        | Não largou (Did not start)                |   |                                      |
| Recorde nacional      | Recorde nacional (National record)           | Recorde europeu       | Recorde europeu (European)            | DNF                        | Não terminou (Did not finish)             |   |                                      |
| Recorde pessoal       | Recorde pessoal do atleta (Personal best)    | Recorde da Oceania    | Recorde da Oceania (Oceania)          | DSQ / DQ                   | Desclassificado (Disqualified)            |   |                                      |
| Recorde da temporada  | Recorde da temporada do atleta (Season best) | Recorde sul-americano | Recorde sul-americano (South America) | NM                         | Sem marca (No mark)                       |   |                                      |